# Franska reformerta församlingen

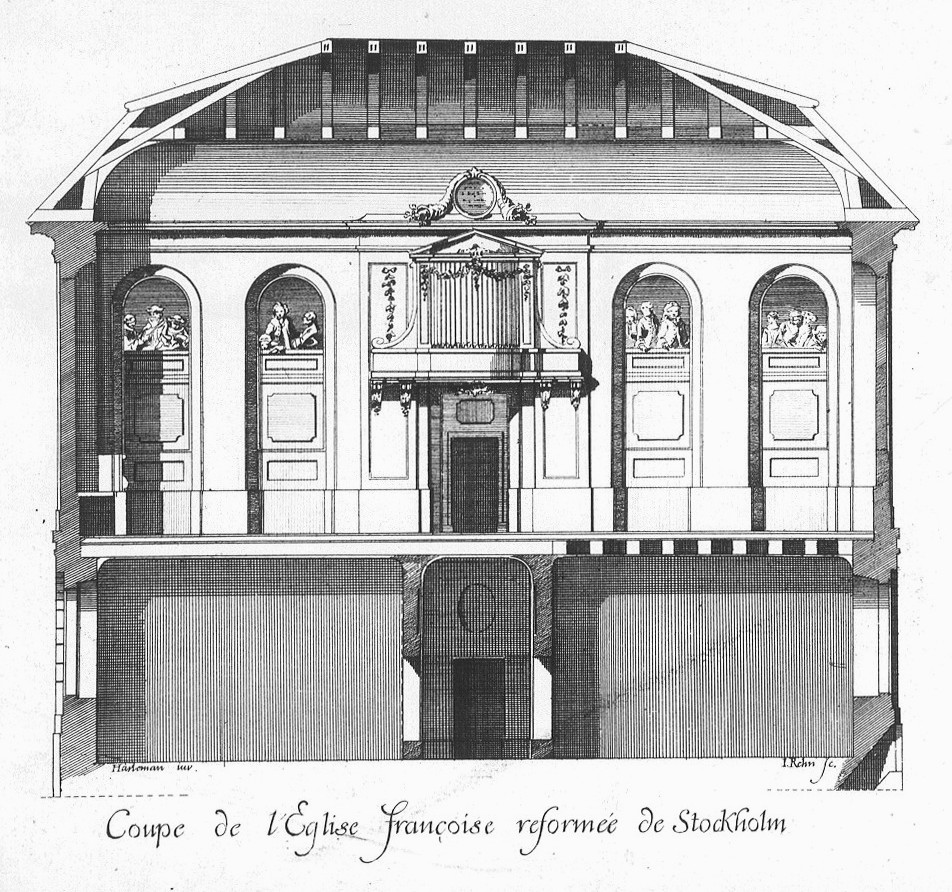
Det gamla templet på Stora Nygatan. Sektion av Carl Hårleman.

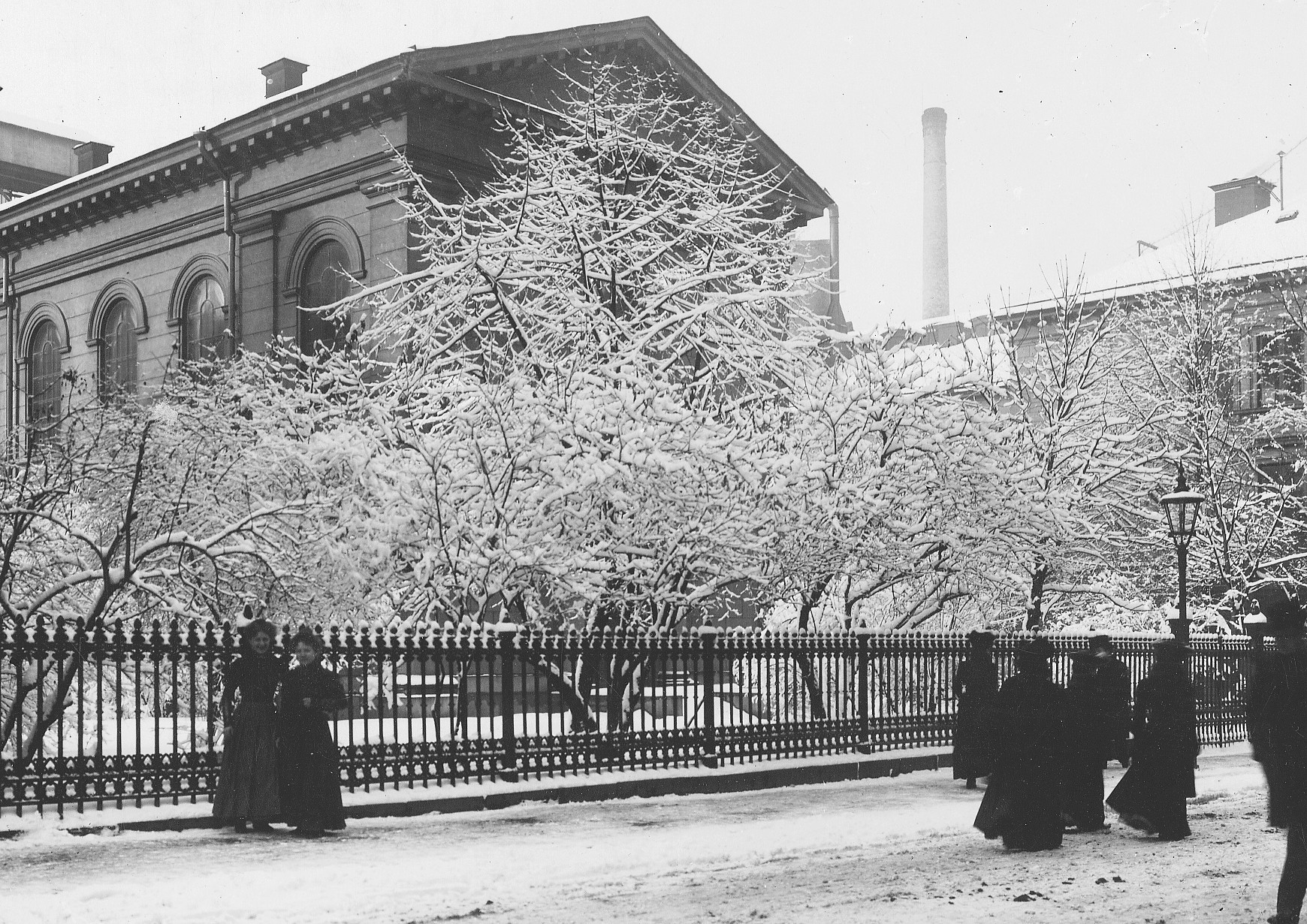
Kyrkobyggnaden vid Humlegårdsgatan omkring år 1900, innan gathuset restes.

Franska reformerta församlingen i Stockholm (franska: Église Réformée Française de Stockholm) grundades 1741 av landsflyktiga franska och vallonska hugenotter och deras svenskfödda ättlingar och är än idag Stockholms enda reformerta/kalvinistiska församling. Formellt grundades församlingen 1741 i samband med ett brev från kung Fredrik I som gav reformerta och även anglikaner en viss religionsfrihet, dock hade en reformert fransktalande diaspora då funnits i Stockholm sedan 1600-talet och firat nattvard, gudstjänster och haft dop med stort motstånd från det lutherska prästerskapet. Exempelvis grundade man från statskyrkans håll en fransk-luthersk församling i vilken man förordade att hugenotterna istället skulle upptagas vilket många av de sistnämnda dock var motstridiga emot.
Den fransktalande diasporan i fråga bildades när ungefär ett 40-tal hugenottfamiljer omfattande totalt runt 150 personer med tiden hade etablerat sig i Stockholm på flykt från förföljelser från katolska kyrkan och franska staten, och de bestod i huvudsak av handelsmän samt högutbildade yrkeskunniga som verkade kring hovet - exempelvis den kände arkitekten Simon de la Vallée som ritade Riddarhuspalatset samt hans son Jean de la Vallée som ritade Katarina kyrka, Hedvig Eleonora kyrka och Karlbergs slott.  Den största vågen anlände till Stockholm efter att ediktet i Nantes upphävdes år 1685. Ett talande exempel på den förföljelse som skedde i hemlandet beskrivs av Fredric Bedoire:
"År 1682 drog sig dragonerna tillbaka för att med ökad kraft återkomma hösten 1685 sedan ediktet i Nantes hade upphävts. Då inledde de sin terrorverksamhet i södra Frankrike för att fortsätta upp i landet. De som höll fast vid sin tro togs till fånga, männen skickades till galärerna, kvinnorna i fängelse och barnen i kloster; en del skeppades över Atlanten till Amerika eller Västindien."
In på 1700-talet skulle ättlingar till dessa hugenotter (från släkter såsom exempelvis Bedoire, Lefebure, Jennings och Plomgren) bli dominerande inom den s.k. skeppsbroadeln som hanterade en stor del av Sveriges utrikeshandel och ansamlade enorma förmögenheter. Innan 1750-talet höll man gudstjänster på ett flertal olika platser och ofta tillsammans med den reformerta holländska diasporan och på holländska samt brittiska beskickningar, genom giftermål sammanflätades dessa olika diasporagrupper. År 1749 påbörjade man bygget av ett eget tempel ritat av Carl Hårleman (själv ättling till en holländsk invandrare) på Stora Nygatan 5 i Gamla Stan - den byggnad som idag inhyser jazzklubben Stampen. Under församlingens glansdagar på Stora Nygatan var gudstjänsterna även populära bland svenska lutheraner.
I takt med att de flesta av hugenottsläkterna bott i Sverige i flera generationer och ofta gift in sig i svenska adelsätter skedde en religiös assimilering vilket ledde till att församlingens antal sjönk och nådde något av ett krisläge mot sekelskiftet 17/1800-tal. Mot slutet av 1700-talet var församlingen väldigt åldrad och många tillhörde brittiska och holländska släkter snarare än de första franska hugenottsläkterna som kom på 1600-talet. Ett exempel på denna stagnation är att man enbart räknade till 13 personer som mottog nattvard 23 september 1781, och församlingen var vilande i några år tills en ny mindre våg av franska invandrare gjorde det möjligt att återuppta verksamheten och återinviga kyrkan år 1820. Under resten av 1800-talet nådde man dock inte fler än ett fyrtiotal medlemmar i församlingen. 1879 sålde man templet på Stora Nygatan, som blev en bank, och byggde den kyrkobyggnad ritad av Magnus Isaeus i Kvarteret Sperlingens backe vid Humlegårdsgatan som församlingen än idag firar sina gudstjänster i (på franska).
Kyrkorummet är enkelt, saknar altare och har en centrerad predikstol och är således typiskt reformert vilket är ovanligt i Sverige men liknande drag går att hitta i brukskyrkor såsom Lövstabruks kyrka och Österbybruks kyrka vilka ju bekostades av kalvinistiska vallonska bruksägare. Utanför ingången mot Humlegårdsgatan, som numer är trappuppgången i ett bostadshus, hänger ett hugenottkors.
1861 - 1867 verkade i församlingen Sveriges första kvinnliga organist, Elfrida Andrée, som därefter började verka i Göteborgs domkyrkoförsamling. För närvarande har församlingen förutom gudstjänst även diakoni, bibelstudium, ett bibliotek och en kör - La Chorale Francophone de Stockholm.

## Kyrka

### Orgel
- 1750 byggde Jonas Gren och Petter Stråhle, Stockholm en orgel med 8 stämmor och en blåsbälg.[3]

| Manual                           | Pedal   |
| Subbas 16' Bas                   | Bihängd |
| Gedackt 16' Diskant              |         |
| Principal 8'                     |         |
| Koppelflöjt 8' (halverad stämma) |         |
| Oktava 4'                        |         |
| Rörflöjt 4'                      |         |
| Oktava 2'                        |         |
| Scharf II                        |         |
| Trumpet 8' (halverad stämma)     |         |

- 1880 byggde Åkerman & Lunds Orgelfabriks AB, Sundbyberg en orgel med 10 stämmor.[4]

- Den nuvarande orgeln byggdes 1909 av Åkerman & Lunds Orgelfabriks AB, Sundbyberg med fasad från 1880 års orgel. Den utökades 1930 av samma firma. Den är pneumatisk och crescendosvällaren är gemensam för manual I och II.[4]

| Manual I C-f3       | Manual II C-f3    | Pedal C-d1                            | Koppel    | Övrigt               |
| Borduna 16´         | Rörflöjt 8´       | Subbas 16´ (transmitterad från I)     | I/P       | Fasta kombinationer. |
| Principal 8´        | Salicional 8'     | Violoncelle 8' (transmitterad från I) | II/P      | Registersvällare.    |
| Flûte harmonique 8' | Violin 8'         |                                       | II/I      |                      |
| Gamba 8'            | Eolin 8'          |                                       | I 4'/I    |                      |
| Oktava 4'           | Voix celeste 8'   |                                       | II 16'/II |                      |
| Trompet 8'          | Echoflöjt 4'      |                                       |           |                      |
| Crescendosvällare   | Salicette 4'      |                                       |           |                      |
|                     | Waldflöjt 2'      |                                       |           |                      |
|                     | Oboe 8'           |                                       |           |                      |
|                     | Crescendosvällare |                                       |           |                      |

## Organister
Lista över organister.
| Verksam   | Namn                 | Levnadstid | Övrigt    |
| --------- | -------------------- | ---------- | --------- |
| 1842–1843 | Johan Leonard Höijer | 1815–1884  | Organist. |
| 1900–1907 | Patrik Vretblad      | 1876–1953  | Organist. |